# Слобода (Жмеринська міська громада)
Слобода́ — село в Україні, у Жмеринській міській громаді Жмеринського району Вінницької області. Населення становить 57 осіб.

## Історія
12 червня 2020 року, відповідно до Розпорядження Кабінету Міністрів України від № 707-р «Про визначення адміністративних центрів та затвердження територій територіальних громад Вінницької області», увійшло до складу Жмеринської міської громади.
19 липня 2020 року, в результаті адміністративно-територіальної реформи та ліквідації Жмеринського району, село увійшло до складу новоутвореного Жмеринського району.

## Населення

### Мова
Розподіл населення за рідною мовою за даними перепису 2001 року:
| Мова       | Відсоток |
| ---------- | -------- |
| українська | 99,41%   |
| російська  | 0,59%    |

## Відомі люди
Народилися
- Копиця Давид Демидович — український письменник.